# Parotocinclus muriaensis
Parotocinclus muriaensis är en fiskart som beskrevs av Gauger och Buckup 2005. Parotocinclus muriaensis ingår i släktet Parotocinclus och familjen Loricariidae. Inga underarter finns listade i Catalogue of Life.